# Yin ji kau
Yin ji kau (chiń. 胭脂扣; pinyin Yānzhī kòu; jyutping Jin1 zi1 kau3) – hongkoński dramat romantyczny z 1988 roku w reżyserii Stanleya Kwan.
Film zarobił 17 476 414 dolarów hongkońskich w Hongkongu.

## Obsada
Źródło: Filmweb

- Leslie Cheung – Chan Chen-Pang
- Irene Wan – Shu-Hsien
- Anita Mui – Fleur
- Alex Man – Yuen
- Lau Kar-wing – reżyser
- Kara Hui – aktorka grająca ducha
- Emily Chu – Ah Chor
- Sin Hung Tam – matka Chen-Panga[2]
- Patrick Tse – klient domu publicznego[2]
- Wong Yue – Ho Hsi[2]

## Nagrody i nominacje
W 1987 roku podczas 25. edycji Golden Horse Film Festival Anita Mui zdobyła nagrodę Golden Horse Award w kategorii Best Actress. W 1988 roku Stanley Kwan zdobył nagrodę Golden Montgolfiere podczas 10 edycji Three Continents Festival oraz zdobył nagrodę Special Mention w kategorii International Feature Film Competition podczas 7 edycji Festiwalu Filmowego w Turynie. W 1989 roku Anita Mui zdobyła nagrodę Best Actress podczas 34. edycji Asia-Pacific Film Festival. Podczas 8. edycji Hong Kong Film Awards Anita Mui, Stanley Kwan, Peter Cheung, Siu-Tin Lai i Jackie Chan zdobyli nagrodę Hong Kong Film Award w kategorii Best Actress, Best Director, Best Film Editing, Best Original Film Score i Best Picture a Siu-Tin Lai, Edward Tang i Anita Mui zdobyli nagrodę w kategorii Best Original Film Song za utwór „Yin ji kau”. Leslie Cheung, Yuk Mok Pok oraz Bill Wong byli nominowani do nagrody Hong Kong Film Award w kategorii Best Actor, Best Art Direction i Best Cinematography a Tai An-Ping Chiu i Pik Wah Li byli nominowani w kategorii Best Screenplay. W 1990 roku Stanley Kwan buł nominowany podczas Independent Spirit Awards do nagrody Independent Spirit Award w kategorii Best Foreign Film.